# Ambrysus puncticollis
Ambrysus puncticollis är en insektsart som beskrevs av Carl Stål 1876. Ambrysus puncticollis ingår i släktet Ambrysus och familjen vattenbin. Inga underarter finns listade i Catalogue of Life.